# 삼군부
삼군부(三軍府)는 조선 초기와 후기의 군무(軍務)를 통할하던 관청으로, 지금의 합동참모본부 격이다. 국초에 설치된 의흥삼군부(義興三軍府)를 약칭하는 것인데, 1400년(정종 2)의 관제에는 다만 삼군부로 되어 있다.

## 연원
앞서 이성계 일파는 고려 우왕을 폐하여 창왕을 세운 다음, 그 사병의 군영(軍營)을 도총중외제군사부(都摠中外諸軍事府)라 부르다가 조선 건국 직후 이를 의흥친군위(義興親軍衛)로 고쳤다. 또 이성계는 이미 1391년(공양왕 3) 오군(五軍)을 줄여 3군으로 하고 스스로 도총제사(都摠制使)가 되어 군사의 전권을 장악하고 있었는데, 건국 이듬해인 1393년에는 삼군도총제부를 의흥삼군부로 개편, 의흥친군의 좌·우 2위(衛) 및 고려 말기에 침체하였다가 재건된 8위를 합한 3군·10위를 통솔케 하고 중방(重房 : 上將軍·大將軍의 會議所)을 폐하여 군정의 체통을 세웠다. 판의흥삼군부사(判義興三軍附事)에는 정도전(鄭道傳)을 임명하여, 광화문 남쪽, 도평의사사(都評議使司)의 동쪽 맞은편에 삼군부의 청사를 두었다.

## 구성
1395년(태조 4)에 개편된 편제를 보면, 중군(中軍)은 경기좌우도(京畿左右道) 및 동북면(東北面)에, 좌군(左軍)은 강릉(江陵)·교주(交州)·경상·전라의 제도(諸道)에, 우군(右軍)은 양광도(楊廣道)·서해도(西海道) 및 서북면(西北面)에 각각 속하였고, 10위를 개칭한 10사(司)를 보면 의흥시위사(義興侍衛司 : 의흥친군좌위)·충좌시위사(忠佐侍衛司) : 義興親軍右衛)·웅무시위사(雄武侍衛司 : 응양위)·신무시위사(神武侍衛司 : 금오위)는 중군에, 용양순위사(龍驤巡衛司 : 좌우위)·용기순위사(龍騎巡衛司 : 신호위)·용무순위사(龍武巡衛司 : 흥위위)는 좌군에, 호분순위사(胡賁巡衛司 : 비순위)·호익순위사(虎翼巡衛司 : 천우위)·호용순위사(虎勇巡衛司 : 監門衛)는 우군에 속하였다.
속사(屬司)로는 사인소(舍人所)가 있어서 대소 양반의 자서제질(子壻弟姪 : 아들과 사위와 아우와 조카)을 수용하고, 경사(經史)·병서(兵書)·율문(律文)·산수(算數)·사어(射御) 등을 가르쳤고, 숙위(宿衛)에도 충당하는 한편 각자의 자질에 따라 발탁 등용하였다. 당시의 문헌에는 삼군부는 주관(周官)의 사마(司馬)의 직위라든가 군무병권을 전장(專掌)한다는 말이 보이며, 대궐 안의 수위, 도성의 순찰 등을 총괄하는 외에 군정·군무에 관하여도 강대한 권한을 장악하고 있었다. 무선(武選 : 군 인사)·병적(兵籍)·우역(郵驛)을 관장하는 병조(兵曹)는 사무 처리를 함에 그쳤고, 중추원(中樞院)의 직장(職掌)인 병기(兵機)·군정(軍政)·숙위·경비 등은 삼군부에 옮겨져 있었다.

## 변천
2차에 걸친 왕자(王子)의 난이 평정된 것을 계기로 1400년(정종 2)에는 건국 후 여러 가지로 폐단을 일으켰던 사병을 혁파, 경·외(京外)의 병마를 모두 삼군부에 속하게 하였다. 이에 이르러 삼군부의 관제도 비로소 정식으로 제도화되었다. 또 정치와 군사를 분립시키기 위하여 삼군의 직원은 의정부의 직을 겸하지 못하게 하여 양권(兩權)이 서로 간섭할 수 없도록 하였다.
《정종실록》에 “중추원을 고쳐 삼군부로 하였다.”(改中樞院爲三軍府)라 하였음은 중추원의 관장에 속했던 왕명의 출납을 위하여 새로이 승정원(承政院)을 설치하고, 삼군부를 성내(城內)의 중추원자리에 옮겨 궁성의 경비를 굳게 한 것으로 생각된다. 이리하여 삼군부는 창건 당시의 성격을 바꾸어, 이후 중추원·병조 등과 기능을 교차하면서 변천하였다. 즉 1401년(태종 1)에는 의흥삼군부를 고쳐 승추부로 하였고, 1403년에는 3군에 각각 도총제부를 두어 승추부와 분리, 1405년 승추부를 병조에 합하였다. 1409년 삼군진무소(三軍鎭撫所)를 설치하였다가 곧 의흥부(義興府)로 고쳐 군기(軍機)·시위(侍衛)·순작(巡綽)·품명출령(稟命出令) 등을 맡게 하였으나, 1412년 폐지하고 다시 병조로 하여금 군정을 맡게 하였다.
태종이 양위할 무렵에는 내금위(內禁衛)를 좌패(坐牌), 내시위(內侍衛)를 우패로 하는 친군(親軍)을 위흥부라 부르고 있었는데, 세종 즉위와 더불어 의건부(義建府)로 고치고 상왕전(上王殿)의 호위에 충당, 신왕(新王)에게는 삼군도총부 등을 속하게 하고, 얼마 되지 않아 의건부를 삼군부에 합하였다. 1432년(세종 14) 삼군도총제부를 없애고 중추원을 두어 숙위·경비를 맞게 하고, 3군은 정3품아문으로 강등, 각 군에 지사(知事)·첨지사(僉知事)·호군(護軍) 등을 두어 서무를 맡게 하고, 병권을 장악하는 기관으로 진무소를 다시 두었다. 1457년(세조 3)에는 3군의 제도가 없어져 삼군진무소를 오위진무소로 고쳤다가 곧 오위도총부(五衛都摠府)로 옮겨가게 되었다.
1865년 3월에 비변사를 의정부로 흡수시켜 폐지하고, 5월에 삼군부를 다시 설치하였다. 정식 재설치는 1868년 3월이며, 청사 위치는 현재 서울 종로1길 45 있었던 의정부터 건너편의 현재 정부서울청사 본관 자리로 원래 삼군부가 있던 곳이었다.

## 같이 보기
- 오위
- 삼군부 총무당
- 삼군부 청헌당